# 西班牙數學奧林匹克
西班牙數學奧林匹克（Olimpiada Matemática Española，簡稱OME）是西班牙的數學競賽，目的在鼓勵數學學習，發掘有數學才能的學生。勝出學生將代表西班牙參加國際數學奧林匹克。比賽分為兩輪：地區賽和全國賽。

## 地區賽
地區賽每年一月第一學期完結後在各地區的大學舉行。比賽設兩卷，每卷3道證明題，每題7分，限時3小時30分。兩卷在同一日或相鄰兩日進行。19歲以下中學生都可以參加。得分最高三名可以進入下一輪。

## 全國賽
全國賽通常在每年三月底舉行。比賽設兩卷，形式與地區賽相同，在相鄰兩日進行。六名最高分學生，將被選入西班牙隊參加國際數學奧林匹克，其中四名代表西班牙參加伊比利亞美洲數學奧林匹克。

## 外部連結
- （西班牙文） 大會網站 （页面存档备份，存于）